# Division de forteresse Warschau
La  Division de forteresse Warschau (en allemand : Festungs-Division Warschau) est une des divisions d'infanterie de la Wehrmacht durant la Seconde Guerre mondiale.

## Création
La Festungs-Division Warschau est formée en janvier 1945 dans le secteur de Varsovie (en allemand : Warschau) en Pologne.
Elle est capturée par l'Armée rouge le 27 février 1945.

## Organisation

### Commandants
| Date                             | Grade           | Commandant      |
| -------------------------------- | --------------- | --------------- |
| ? janvier 1945 - 27 février 1945 | Generalleutnant | Friedrich Weber |

## Théâtres d'opérations
- Pologne : Janvier 1945 - Février 1945

## Ordres de bataille
- Festungs-Regiment 8
- Festungs-Regiment 88
- Festungs-Regiment 183
- Festungs-Artillerie-Regiment 1320
- Festungs-Granatwerfer-Bataillon 22
- Festungs-Granatwerfer-Bataillon 23
- Festungs-Pionier-Bataillon
- Festungs-Nachrichten-Kompanie 669
- Nachschubtruppen 1320